# سایلس مارنر
سایلاس مارنر: قصه مرد بافنده سومین رمان، جورج الیوت می‌باشد که در سال ۱۸۶۱ منتشر شد.
داستان این کتاب درباره یک بافنده کتان به نام سایلاس مارنر می‌باشد. این کتاب به خاطر واقع‌گرایی قوی‌اش قابل توجه است.